# تانر ريتشارد
تانر ريتشارد هو لاعب هوكي الجليد سويسري، ولد في 6 أبريل 1993 في ماركام في كندا.

## وصلات خارجية
- تانر ريتشارد على موقع دوري الهوكي الوطني (الإنجليزية)
- تانر ريتشارد على موقع EliteProspects.com (الإنجليزية)
- تانر ريتشارد على موقع HockeyDB.com (الإنجليزية)
- تانر ريتشارد على موقع Hockey-Reference.com (الإنجليزية)